# Jean-Pierre Rogel
Pour les articles homonymes, voir Rogel.
Jean-Pierre Rogel est né en 1950 et est un journaliste et écrivain canadien, basé à Montréal.
De 1990 à 2015, il a été reporter à l’émission Découverte de la Télévision de Radio-Canada où il s’est spécialisé dans les sciences de la vie et les questions environnementales.
De 1999 à 2016, il a aussi collaboré au magazine Québec Science, dans lequel il tenait une chronique mensuelle, « Les carnets du vivant ».
Né en France, il y a fait des études universitaires, d’abord en mathématiques puis en lettres, avant d’émigrer au Canada en 1975.
De 1978 à 1986, il a été rédacteur en chef du magazine Québec Science.
Parallèlement à sa carrière de journaliste, il a écrit six livres, dont cinq traitent de sujets scientifiques. En 2007, son essai intitulé L'hippopotame du Saint-Laurent: dernières nouvelles de l'évolution, est publié au Québec aux Éditions MultiMondes. Remarqué par la critique, il est traduit en anglais et publié en 2010 par Ronsdale Press, de Vancouver, sous le titre Evolution: The View from the Cottage.
Au cours de sa carrière, il a reçu plusieurs prix et distinctions journalistiques, dont, en 2010, le prix Judith-Jasmin dans la catégorie Grand reportage, pour La ruée vers le gaz de schiste, diffusé à Découverte.
En juillet 2015, il prend sa retraite de Radio-Canada et continue son travail de vulgarisateur et de journaliste indépendant, tout en collaborant à des projets en conservation de la nature.
En septembre 2017, il publie un essai intitulé La crise des abeilles: une agriculture sous influence, aux Éditions MultiMondes, à Montréal.
En avril 2021, il publie un livre sur la biodiversité intitulé La planète du héron bleu, aux Éditions La Presse, à Montréal. Deux ans plus tard, il signe Demain la nature, un nouvel ouvrage dont le sujet cette fois est la nature sauvage, ce qu’il en reste et l’importance de la protéger, dans le contexte canadien et international.

## Ouvrages
- 1981, Un paradis de la pollution  (ISBN 2920073206)
- 1994, Le défi de l'immigration  (ISBN 9782892241303) Éditions IQRC, collection Diagnostic #9
- 1999, La grande saga des gènes  (ISBN 2894851030)
- 2007, L'hippopotame du Saint-Laurent: dernières nouvelles de l'évolution  (ISBN 9782895441199). Traduit en 2010, Evolution:The View from the Cottage,  (ISBN 9781553801047)
- 2017, La crise des abeilles: une agriculture sous influence  (ISBN 9782897730437), Éditions MultiMondes
- 2021, La planète du héron bleu: 30 ans pour sauver la biodiversité  (ISBN 9782897059972), Les Éditions La Presse
- 2023, Demain la nature : Elle nous sauvera, si nous la protégeons  (ISBN 9782898252303), Les Éditions La Presse